# Yannick Ponsero
Yannick Ponsero (né le 17 octobre 1986 à Annecy en Haute-Savoie) est un patineur artistique français, qui a été champion de France en 2009. Très compétent techniquement et ayant une excellente qualité de patinage, Yannick Ponsero a manqué de fiabilité lors des grandes compétitions en raison de sa trop forte émotivité.
Il possédait aussi un des plus beaux quadruple toe-loop de circuit mondial.

## Biographie

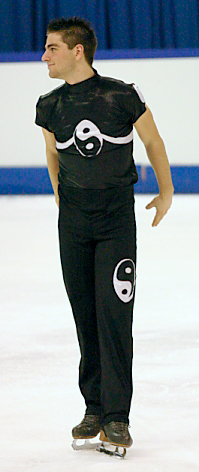
Yannick Ponsero aux championnats du monde junior 2005 à Kitchener

### Carrière sportive

#### Enfance
Yannick Ponsero a commencé le patinage dès l'âge de quatre ans après avoir regardé sa sœur patiner. Il patine au club de sa ville natale, le SG Annecy, et est entraîné depuis de nombreuses années par Didier Lucine. Parallèlement, jusqu'à douze ans, Yannick a pratiqué également le ski et a participé à des compétitions. Doué pour le patinage il va accumuler les récompenses nationales : champion de France minime en 1999, champion de France cadet en 2000, champion de France novice en 2002. Depuis 2002 il participe aux championnats de France Élites et aux championnats du monde junior.

#### Saison 2004/2005
Il progresse dans la hiérarchie française en se classant cinquième des championnats de France à Rennes (il était dixième des championnats la saison passée), puis en janvier il conquiert le titre de champion de France junior. En mars 2005, il remporte la médaille d’argent des championnats du monde junior à Kitchener au Canada, pour sa quatrième participation.

#### Saison 2005/2006
Étant encore junior, Yannick Ponsero décide de se lancer dans la catégorie senior. Il choisit de patiner sur la musique du film In the Mood for Love pour le programme court, et la musique de la chanson Les Lacs du Connemara pour le programme long. Il commence sa saison par les épreuves du grand-prix : le Skate America en octobre où il prend une prometteuse 5e) place et le Trophée NHK en décembre où il termine 7e). Aux championnats de France 2006, organisés à Besançon, il conserve sa cinquième place en étant le seul à réussir un quadruple saut dans le programme long! Cette position ne lui permet pas de participer ni aux grands championnats internationaux seniors, ni aux jeux olympiques d’hiver de Turin. En février il repart au combat des championnats de France junior et réussit à conserver son titre national. Il sera ensuite envoyé par la FFSG (Fédération française des sports de glace) une cinquième et dernière fois à des championnats du monde junior. Ce sera à Ljubljana en mars 2006, où il se maintiendra sur le podium, mais à une place de moins que l’année passée.

#### Saison 2006/2007
Il conserve son programme court, mais change le programme long en choisissant de patiner sur la musique du film Da Vinci Code de Hans Zimmer. Il participe au Skate Canada (6e) et à la Coupe de chine (7e) en novembre. En décembre 2006, il va devenir vice-champion de France 2007 à Orléans derrière l’intouchable champion français Brian Joubert, mais devant Samuel Contesti. Cela lui permet bien sûr d’être sélectionné pour ses premiers championnats d’Europe en janvier 2007 à Varsovie. Mais Yannick a du mal à résister à la pression des grandes compétitions et il chute plusieurs fois durant son programme long. Il termine à la douzième place européenne, et n'est que le troisième français de la compétition. La fédération souhaite alors le remplacer par Samuel Contesti pour les championnats du monde de mars 2007 à Tokyo, mais Samuel étant blessé à un tendon, Yannick va pouvoir participer à ces premiers mondiaux. Moins stressé semble-t-il, il se ressaisit et se classe à une encourageante quatorzième place mondiale.

#### Saison 2007/2008

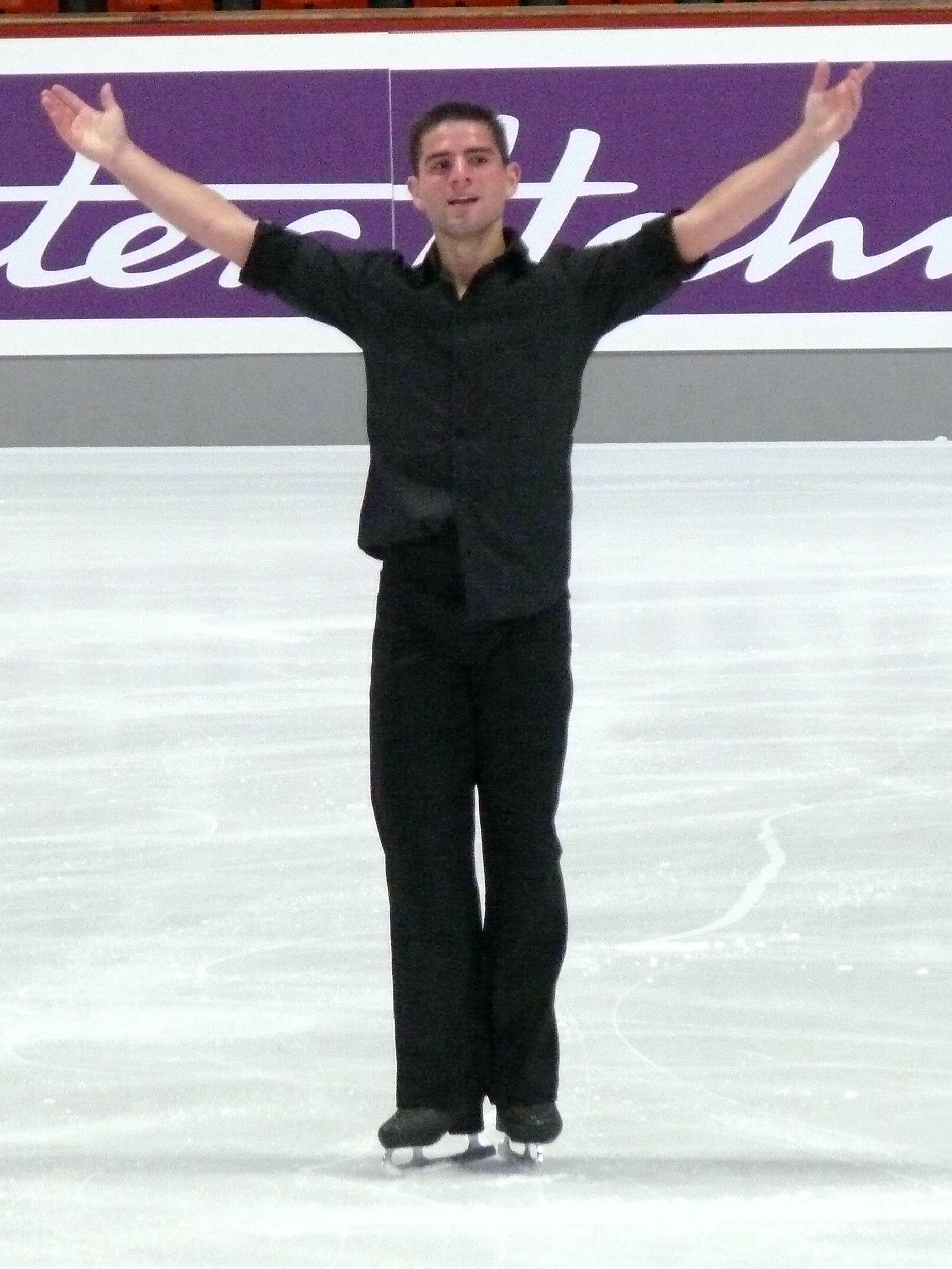
Yannick Ponsero en 2008

Il conserve son programme long de l'an passé sur le Da Vinci Code et change le programme court en prenant la musique Otonal de Raúl di Blasio. Il décide de mettre toutes les chances de son côté pour pouvoir réussir sa saison, c'est pourquoi il fait appel à deux préparateurs mentaux qui doivent lui permettre de résister à la pression des compétitions. Il commence doucement sa saison, en novembre, en conservant des places d'honneur aux épreuves du grand-prix auxquelles il participe: 6e au Skate Canada et 6e de la Coupe de Russie. Le mois suivant, aux championnats de France 2008 à Megève, il se bat pour conserver sa médaille d'argent et réussit à se maintenir comme dauphin de Brian Joubert. La préparation mentale de Yannick semble porter ses fruits, mais obligé de se séparer de ses préparateurs juste avant les championnats d'Europe de janvier 2008 à Zagreb, Yannick ne va pas pouvoir résister à sa grande émotivité. Il ne se classe que douzième, comme l'an passé. Pire encore, lors des championnats du monde de mars 2008, à Göteborg, et contrairement à la saison passée, il passe complètement à côté de sa compétition et ne prend qu'une décevante dix-huitième place.

#### Saison 2008/2009

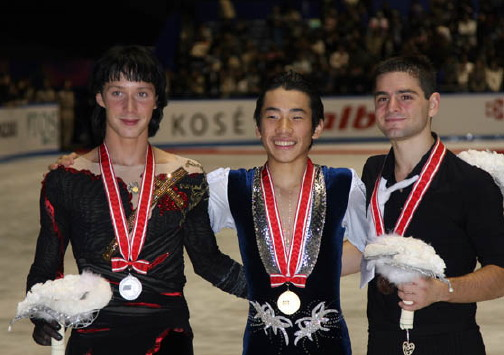
Yannick Ponsero (à droite) sur la troisième marche du podium du Trophée NHK 2008 avec Nobunari Oda et Johnny Weir

Yannick Ponsero change ses deux programmes. Il choisit la musique Ice five de Maxime Marecaux pour le programme court et patinera sur les musiques Caravan & Sing Sing de Brian Setzer et Summertime de l'opéra Porgy and Bess (interprété par Louis Armstrong) pour le programme long. Il débute très bien sa saison au Skate Canada en octobre/ novembre puisqu'il se positionne à la première place du programme court devant le canadien Patrick Chan et l'américain Evan Lysacek. Toutefois, comme à son habitude depuis deux ans, Yannick va se laisser envahir par le stress et rater sa prestation du programme libre, le faisant redescendre au pied du podium. Fin novembre, il se ressaisit un peu au Trophée NHK, en prenant la médaille de bronze de l'épreuve, sa première médaille dans un grand-prix sénior. En décembre, lors des championnats de France à la patinoire de Colmar, l'absence du sextuple champion national Brian Joubert laisse une compétition très ouverte. Yannick Ponsero va réussir à s'imposer devant Florent Amodio et Alban Préaubert, alors qu'il n'était que quatrième du programme court! Yannick est champion de France. On attend bien sûr une confirmation de sa bonne prestation nationale, lors des championnats d'Europe à Helsinki en janvier 2009. Espérant beaucoup de cette compétition et donc très stressé, il rate complètement son programme court, comme à Colmar, mais cette fois ci il n'est que neuvième! Il va alors patiner son programme libre totalement libéré de toute pression, et obtenir les meilleurs notes de la compétition. Toutefois, bien que premier du programme libre, il ne peut remonter qu'à la quatrième place à 0,06 points de la médaille de bronze de Kevin Van Der Perren. Deux mois plus tard, aux championnats du monde de mars 2009 à Los Angeles, il apparaît sur la glace fatigué et termine à la seizième place.

#### Saison 2009/2010
Yannick décide de conserver son programme long mais de changer le programme court. Celui-ci sera patiné sur les musiques de La Corrida de Francis Cabrel et Diem de Rodrigo y Gabriela. Il commence son année olympique en octobre au Trophée Bompard (5e) et à la Coupe de Chine (5e). N'ayant obtenu que des places d’honneur, cela ne lui permet toujours pas de participer à la finale du grand-prix. En décembre, aux championnats de France à Marseille, alors que Brian Joubert est absent pour la deuxième année consécutive à cause d'une blessure au pied droit, Yannick a bon espoir de pouvoir conserver son titre national conquis la saison dernière à Colmar. Il débute bien la compétition en se plaçant en tête du programme court, mais ne parvient pas à se maintenir à cette place et doit laisser le titre à Florent Amodio, après un programme libre ponctué de plusieurs erreurs dont une chute sur le quadruple boucle bouclé d'entrée et d'un Lutz qui n'est que doublé. Obtenant tout de même la médaille d'argent, il est qualifié pour participer aux championnats d'Europe de janvier 2010 à Tallinn. Contrairement à l'année passée, il réussit son entrée dans la compétition européenne en se plaçant à la troisième place provisoire après le programme court, grâce à une très belle prestation. Il va même améliorer son meilleurs score pour un programme court en obtenant 82.40 points. Mais la pression va revenir sur les épaules de Yannick lors du programme long, puisqu'après avoir parfaitement réaliser un quadruple boule piqué et un triple Axel, il va ensuite enchaîner les erreurs techniques. Il réussit toutefois à augmenter son record personnel à 219.52 points, mais ne parvient pas à conserver sa quatrième place de l'année passée et doit se contenter d'une sixième position. Sa deuxième place aux championnats de France ne lui permet pas d'être sélectionné pour les jeux olympiques d'hiver de février 2010 à Vancouver. Il est ensuite convoqué par la fédération le 15 mars 2010, à la suite de l'échec de Brian Joubert aux jeux olympiques, pour participer à un test de sélection pour les championnats du monde de mars 2010 à Turin. Il doit patiner face à Brian Joubert et Alban Préaubert, mais Yannick refuse d'y participer.

#### Saison 2010/2011
Yannick a décidé de faire l'impasse sur cette saison post-olympique pour se consacrer à ses études de masseur-kinésithérapeute à Grenoble, après avoir eu un baccalauréat scientifique et un diplôme de Thérapie fonctionnelle du mouvement. Il est donc forfait aux championnats de France 2011 à Tours. En janvier 2011, il annonce son retrait des compétitions pour se concentrer sur ses études. La fédération le sélectionne tout de même pour participer à sa dernière compétition, l'Universiade d'hiver de février 2011 à Erzurum en Turquie.

### Reconversion
En 2011, il commence à donner des cours sur la patinoire de Samoëns en Haute-Savoie.

## Palmarès
| Compétition                   | 2002    | 2003    | 2004    | 2005    | 2006    | 2007    | 2008    | 2009    | 2010    | 2011    |  |  |  |  |
| Jeux olympiques d'hiver       |         |         |         |         |         |         |         |         |         |         |  |  |  |  |
| Championnats du monde         |         |         |         |         |         | 14e     | 18e     | 16e     |         |         |  |  |  |  |
| Championnats d’Europe         |         |         |         |         |         | 12e     | 12e     | 4e      | 6e      |         |  |  |  |  |
| Championnats de France        | 14e     | F       | 10e     | 5e      | 5e      | 2e      | 2e      | 1er     | 2e      | F       |  |  |  |  |
| Championnats du monde juniors | 8e      | 14e     | 9e      | 2e      | 3e      |         |         |         |         |         |  |  |  |  |
|                               |         |         |         |         |         |         |         |         |         |         |  |  |  |  |
| Grand Prix ISU                | 2001/02 | 2002/03 | 2003/04 | 2004/05 | 2005/06 | 2006/07 | 2007/08 | 2008/09 | 2009/10 | 2010/11 |  |  |  |  |
| Skate America                 |         |         |         |         | 5e      |         |         |         |         |         |  |  |  |  |
| Skate Canada                  |         |         |         |         |         | 6e      | 6e      | 4e      |         |         |  |  |  |  |
| Coupe de Chine                |         |         |         |         |         | 7e      |         |         | 5e      |         |  |  |  |  |
| Trophée de France             |         |         |         |         |         |         |         |         | 5e      |         |  |  |  |  |
| Coupe de Russie               |         |         |         |         |         |         | 6e      |         |         |         |  |  |  |  |
| Trophée NHK                   |         |         |         |         | 7e      |         |         | 3e      |         |         |  |  |  |  |
| Légende : F= Forfait          |         |         |         |         |         |         |         |         |         |         |  |  |  |  |